# Чернозём (фестиваль)
Чернозём — рок-фестиваль, проводимый в Черноземье с 2015 года.
Талисманами фестиваля в настоящее время являются рок-волк, красная накидка, кот-панк с улицы Лизюкова и Алёнка. Хэштег фестиваля — #СамоеДушевноеСобытиеГода.

## История
В 2015—2019 фестиваль проводился на поле около Татарского вала в черте города Тамбов. В 2020 году фестиваль был запланирован там же, но из-за пандемии COVID-19 не проводился. В 2017 году первыми талисманами фестиваля стали рок-волк и красная накидка с отсылкой соответственно к тамбовскому волку и красной шапочке. В 2021 году фестиваль перенесён в Чернозём-парк в посёлке Солнечном — пригороде Воронежа, однако также не состоялся по той же причине. В талисманы после переезда в Воронеж были добавлены кот-панк с улицы Лизюкова и прославившаяся на всю страну Алёнка.

### Чернозём 2015
Первый фестиваль «Чернозём», получил третье место в номинации «Лучшее молодёжное событие» национальной премии «Russian Event Awards» — 2015
- Время проведения: 21-22 августа 2015 год[6].
- Место проведения: Тамбов, Татарский вал.
- Количество зрителей: 10 тысяч[7]
- Ведущие: Егор Пирогов и Роман Будников.

| 21 августа: 1. Операция Пластилин, 2. Монгол Шуудан, 3. 7Б, 4. Animal Джаz, 5. Кукрыниксы, 6. Чиж & Co | 22 августа: 1. Калевала, 2. Обе-Рек, 3. Захар Прилепин и Элефанк, 4. Анимация, 5. Северный флот, 6. 25/17 |  |

### Чернозём 2016
- Время проведения: 19-21 августа 2016 год.
- Место проведения: Тамбов, Татарский вал.
- Количество зрителей: 15 тысяч[8]
- Ведущие: Сергей Градов и Олег Гаркуша.
- Главная сцена:

| 19 августа: 1. Операция Пластилин, 2. Мельница, 3. Вадим Самойлов, 4. Mordor | 20 августа: 1. Vespercellos, 2. Jane Air, 3. Тролль Гнёт Ель, 4. Тараканы!, 5. Калинов Мост, 6. Пикник, 7. Сплин, | 21 августа: 1. Сказки Чёрного Города, 2. Stigmata, 3. Мураками, 4. Ногу Свело!, 5. Крематорий, 6. КняZz (выступление было прервано вследствие сильного ветра), 7. Чайф (выступление было отменено вследствие сильного ветра) |

В конце третьего дня, во время выступления группы «КняZZ», внезапно налетевший ураган, разрушил сцену и сильно повредил фестивальную инфраструктуру. Зрители были экстренно эвакуированы. Выступление группы «ЧАЙФ» не состоялось.

### Чернозём 2017
- Время проведения: 4-6 августа 2017 год.
- Место проведения: Тамбов, Татарский вал.
- Количество зрителей: 17 тысяч[11]
- Ведущий: Олег Гаркуша[12]
- Главная сцена:

| 4 августа: 1. КняZz 2. Ундервуд 3. nobody.one 4. Сурганова и оркестр 5. Браво 6. Чайф | 5 августа: 1. ЕжеВикА 2. АлоэВера 3. Элизиум 4. Louna 5. Ария 6. Алиса | 6 августа: 1. Йорш 2. Игорь Растеряев 3. Аффинаж 4. Слот 5. Dolphin 6. Сплин |

- Малая сцена:

Старый Грязный Шкаф, Виктор Малыгин, Обе-Рек, РАЭН, ниЧЕго (проект Ивана Караваева), Бранимир. Ночью на малой сцене актёры Тамбовского молодёжного театра показывали спектакли («От красной крысы до зелёной звезды» и «ОВРАГ. The End»).

### Чернозём 2018
По данным агентства ТурСтат в 2018 году «Чернозём» входит в десятку лучших опен-эйр фестивалей в России.
Фестиваль проводится при непосредственном внимании Губернатора Тамбовской области Александра Никитина. Губернатор отметил высокий уровень организации фестиваля, а также необходимость улучшения инфраструктуры на месте проведения фестиваля:
Конечно, рок-фестивалю нужна поддержка, и мы её обеспечим. У меня есть свои мысли по структуре, сервису этого события. Тем более, в следующем году «Чернозём» отпразднует первый юбилей. Пятилетие проведем с размахом, а потом поборемся за первое место среди федеральных рок-фестивалей.
Вопрос правопорядка — немаловажный вопрос. Здесь нет никаких серьезных нарушений, эксцессов, об этом мне говорят правоохранительные органы. Они отмечают, что здесь настолько душевная атмосфера, что здесь почти нет выяснений отношений и нарушений.
Конечно, фестиваль нуждается в поддержке. Я ехал сюда по нашему чернозёму и подумал: сюда, конечно, можно дорогу, чтобы на следующий год здесь было больше гостей. Но это же фестиваль «Чернозём», пусть здесь пыль столбовая, которая за каждой машиной стоит, она еще больше вдохновляет, гости ощущают себя на лоне нашей живописной тамбовской природы, оттого и больше эмоций и удовольствия. Но организационная поддержка нужна, не только информационная и организационная, но и финансовая. У меня есть свои выводы, в плане инфраструктуры, сервиса. Могу сказать, что фестиваль набирает обороты, я буду полагаться на предложения своих коллег, я думаю, поддержим, тем более следующий год будет юбилейным.
- Время проведения: 17-19 августа 2018 год.
- Место проведения: Тамбов, Татарский вал.
- Количество зрителей: около 37 тысяч человек.
- Главная сцена:

| 17 августа: 1. Презумпция Невменяемости: Дорогу молодым!, 2. Маша и Медведи: Рейкьявик, 3. П***оФильмы: десятилетний юбилей, 4. Пилот: Двадцатничек!, 5. Lumen: ХХ лет, 6. ДДТ: История звука. | 18 августа: 1. Casual: Анамнез жизни!, 2. План Ломоносова: Четвёртый Че, 3. Виктор: официальный трибьют группы КИНО, 4. Город 312: 15 лет. Музыка большого города, 5. Глеб Самойлов & The MATRIXX в сопровождении Воронежского молодёжного симфонического оркестра, 6. Кипелов: 15 лет группе. | 19 августа: 1. Приключения Электроников: прекрасное далёко, 2. Эпидемия: Легенда Ксентарона, 3. Найк Борзов, 4. НАИВ: 30 лет, MAKE NAIVE GREAT AGAIN 5. Noize MC: XV лет, 6. Ленинград: 20 лет на радость. |

Ведущий: VJ Chuck
- Малая акустическая сцена:

| 17 августа: 1. Алексей Румянцев («Пионерлагерь Пыльная Радуга»), | 18 августа: 1. Blind Sandy, 2. Bright Illusion, 3. Температура тела, 4. Константин Кулясов («Анимация») | 19 августа: 1. Индира, 2. Десерт Strike, 3. Раэн i компания |

### Чернозём 2019
В 2019 году фестиваль занял первое место по популярности в России по версии allfest.ru, шестое место в десятке опен-эйр фестивалей в России по версии аналитического агентства ТурСтат и вошел в топ-30 событий культуры в августе 2019 года по версии Давыдов. Индекс.
- Время проведения: 9-11 августа 2019 год.
- Место проведения: Тамбов, Татарский вал.
- Количество зрителей: около 37 тысяч человек.
- Главная сцена:

| 9 августа: 1. Температура тела, 2. F.P.G.: XX лет, 3. Louna: презентация альбома и лучшее, 4. Ария: Проклятье морей!, 5. Вадим Самойлов: Агата Кристи. ХХХ лет, 6. Алиса: 35 лет Ведущий: Александр Демидов | 10 августа: 1. Анимация: Танцевать!, 2. Северный Флот: юбилейная программа, 3. [AMATORY]: старое + новый альбом, 4. 25/17: Вспомнить все!, 5. Пикник: избранное, 6. Гарик Сукачев: 59:59 финал (совместно с Сергеем Галининым и Сергеем Вороновым) Ведущий: Александр Анатольевич | 11 августа: 1. Обе-Рек: 15-летие группы, 2. Мураками: «Так случилось». 15 лет группе, 3. По***фильмы: 10 лет. На бис!, 4. КняZz: Камнем по голове! 30 лет группе «Король и Шут», 5. Brainstorm: Wonderful day, 6. Мумий Тролль: Морская — Северозапад. Ведущий: Юрий Дудь |

- Малая акустическая сцена:

| 9 августа: 1. Лампочка, 2. Иван Демьян и 7Б | 10 августа: 1. Гараж 114, 2. T-Rave, 3. ИванГрад, 4. 5 стихий, 5. Вася Васин (Кирпичи), 6. Маша и медведи (первоначально в расписании стоял Монгол Шуудан) | 11 августа: 1. Без Фанатизма, 2. Биполярка, 3. The Burners, 4. Киберкола |

### Чернозём 2020
Фестиваль был запланирован на 14-16 августа 2020 года на Татарском валу в Тамбове, но из-за пандемии COVID-19 не проводился.
- Главная сцена[22]:

| 14 августа: 1. 5 стихий 2. Нуки 3. Горшенев 4. Сергей Бобунец 5. Вячеслав Бутусов 6. ДДТ | 15 августа: 1. Бригадный подряд 2. Эпидемия 3. Ундервуд 4. СерьГа 5. Гарик Сукачёв 6. Симфоническое кино | 16 августа: 1. Чёрный вторник 2. Операция Пластилин 3. Anacondaz 4. Тараканы! 5. Эмир Кустурица и The No Smoking Orchestra 6. Сплин |

- Малая акустическая сцена[23]:

| 14 августа: 1. Дисциплина бейсбольной биты 2. Мусор 3. Электрофорез 4. Дайте танк (!) 5. Кис-кис 6. Пётр Погодаев 7. Просмотр фильма Лето | 15 августа: 1. Пашковская 2. Стереопсы 3. Мои качели 4. Барон 5. Комсомольск 6. МУККА 7. Буерак 8. Гречка 9. Просмотр фильма «Игла» 10. Пётр Мамонов | 16 августа: 1. Один 2. Клинопись 3. MOR 4. Кайдзю 5. Пионерлагерь Пыльная Радуга 6. Последние танки в Париже 7. Аигел 8. Аффинаж |

### Чернозём 2021
Первоначально фестиваль был запланирован на 13-15 августа 2021 года, но из-за пандемии COVID-19 перенесён на 24-26 сентября. Из-за смены дат были отменены вступления групп СерьГа, Тараканы!, Операция Пластилин, Дайте танк (!), Кис-кис, Электрофорез, Биртман и Последние танки в Париже. В то же время в линейку добавлены группы НАИВ, F.P.G., АИГЕЛ, План Ломоносова, Пионерлагерь Пыльная Радуга и Радар. В связи с возникшими за неделю до открытия медицинскими требованиями к проходу на фестиваль, отказалась от выступления группа Алиса, а за день до открытия фестиваль был в очередной раз перенесён на следующий год.
- Место проведения: Воронежская область, Рамонский район, Солнечный, Чернозём-парк[3].

- Главная сцена:

| 24 сентября: 1. Нуки 2. F.P.G. 3. НАИВ 4. Anacondaz 5. Кипелов | 25 сентября: 1. Эпидемия 2. Бригадный подряд 3. Горшенев 4. Вячеслав Бутусов 5. ДДТ | 26 сентября: 1. Ундервуд 2. Сергей Бобунец 3. Порнофильмы 4. Симфоническое кино 5. Би-2 |

- Малая сцена:

| 24 сентября: 1. Дисциплина бейсбольной биты 2. Громыка 3. Радар 4. План Ломоносова | 25 сентября: 1. Панк-опера «Кащей бессмертный» (Чёрный вторник и др.) 2. Комсомольск 3. Буерак 4. МУККА 5. 7Б | 26 сентября: 1. Пионерлагерь Пыльная Радуга 2. ВИА «Волга-Волга» 3. Гречка 4. Аигел 5. Аффинаж |

Малая сцена в этот раз планировалась как дополнительная в перерывах между выступлениями на главной сцене. На фестивалях прошлых лет малая сцена работала для жителей палаточного лагеря. Она использовалась для утренних и ночных выступлений, до и после концертов на главной сцене, соответственно.

### Чернозём 2022
- Время проведения: 19-21 августа 2022 года.
- Место проведения: Воронежская область, Рамонский район, Солнечный, Чернозём-парк.
- Количество зрителей: 18 тысяч, из них около 10 тысяч в первый день, около 14 тысяч во второй день, и около 13 тысяч в третий[29].
- Ведущие: Александр «ЧумаКед» Чумаков и Анатолич.

- Главная сцена:

| 19 августа: 1. Таймсквер 2. Аффинаж 3. F.P.G. 4. НАИВ с симфоническим оркестром 5. Ария | 20 августа: 1. Сказки Чёрного Города 2. Маваши Group 3. Ундервуд 4. Вячеслав Бутусов и Орден Славы 5. Сплин | 21 августа: 1. Эпидемия 2. Биртман 3. Северный флот 4. 25/17 5. Симфоническое кино |

- Малая сцена:

| 19 августа: 1. Флип 2. Ртуть 3. Особые гости 4. Бригадный подряд 5. Громыка 6. Пионерлагерь Пыльная Радуга | 20 августа: 1. Лиана 2. Обе-Рек 3. Фазы 4. Панк-опера «Кащей бессмертный» (Чёрный вторник и др.) | 21 августа: 1. 5 минут 2. GroTTesque 3. Нуки 4. Sмех 5. Гудтаймс 6. План Ломоносова |

Малая сцена в этот раз впервые использовалась как дополнительная в перерывах между выступлениями на главной сцене. На фестивалях прошлых лет малая сцена работала для жителей палаточного лагеря. Она использовалась для утренних и ночных выступлений, до и после концертов на главной сцене, соответственно. Палаточного лагеря также не было на этом фестивале. Новыми талисманами Чернозёма, в дополнение к красной накидке и рок-волку, стали котёнок-панк и Алёнка.

### Чернозём 2023
- Время проведения: 18-20 августа 2023 года.
- Место проведения: Воронежская область, Рамонский район, Солнечный, Чернозём-парк.
- Ведущие: Илья «Шеф» Золотухин.

- Главная сцена:

| 18 августа: 1. Анимация 2. Найк Борзов 3. Крематорий 4. Сектор Газа с воронежским симфоническим оркестром 5. Пикник | 19 августа: 1. Нейромонах Феофан 2. Глеб Самойлов и The Matrixx с симфоническим оркестром «Глобалис» 3. Биртман 4. Кипелов | 20 августа: 1. План Ломоносова 2. Мельница 3. Rock Privet 4. Нэйл Шери 5. Заточка 6. Игорь Растеряев 7. Моя Мишель 8. Гарик Сукачёв |

- Малая сцена:

| 18 августа: 1. 5 минут 2. Нате-ка 3. Пика 4. Плавица 5. Йорш 6. Helvegen | 19 августа: 1. Ocean Jet 2. Бригадный подряд 3. Фазы 4. Sмех 5. Операция Пластилин 6. LaScala | 20 августа: 1. Сказки Чёрного Города 2. Clockwork Times 3. Jane Air 4. Гудтаймс |

- Сцена гастрофестиваля:

| 18 августа: 1. Пахала Дала 2. Yaruga 3. Инкогнито 4. Мураками | 19 августа: 1. Хазарский словарь 2. Не он 3. Озвучено 4. Дюна 5. Флип 6. Эпидемия | 20 августа: 1. Tony Tyler 2. Classic Quartet 3. ВИА Волга-Волга 4. Поднимаем Руки Вверх |

На этом фестивале добавилась полноценная сцена гастрофестиваля «Знай наших». Официального палаточного лагеря как и в 2022 году не было устроено. Заявленные ранее группы Монгол Шуудан и Distemper в фестивале участие не приняли.